# Colette Beaune
Colette Beaune (Chailles, Loir-et-Cher, abril de 1943), es una historiadora medievalista francesa, profesora emérita de la Universidad de París X-Nanterre.

## Biografía

### Formación
Nacida en 1943 en Chailles (Loir y Cher), se apasionó por investigar y estudiar el proceso de Juana de Arco (siendo actualmente una de las mejores especialistas del tema) leyendo todo su proceso, mientras fue estudiante del preparatorio de acceso a las Grandes Escuelas francesas en el instituto de bachillerato Molière, en París.

### Carrera académica
En su tesis de Estado, defendida en 1984 y publicada en 1985 bajo el título Naissance de la nation France (Nacimiento de la nación Francia), analiza el ideario nacional así como las diferentes representaciones simbólicas del territorio y de la monarquía durante los últimos siglos de la Edad Media. Muestra cómo la ocupación inglesa y el «Reino de Bourges» son momentos esenciales en la afirmación del sentimiento nacional francés: la elección del arcángel San Miguel se hace patente, mientras que San Denís y San Luis, demasiado cercanos a los ingleses, quedan relegados. La obra de Colette Beaune renueva, según analiza Michel Sot, la aproximación a la historia política del final de la Edad Media subrayando en su dimensión el imaginario cristiano.
Fue posteriormente primero profesora en la Sorbona (París I) de 1985 a 1992, aunque estuvo durante la mayor parte de su docencia como profesora en la Universidad de París X-Nanterre (1992-2005).
En 2004, recibió el premio Sénat du Livre d'Histoire (Senado de Libros de Historia) por su obra sobre Juana de Arco. Para Michelle Bubenicek, la obra sitúa a la heroína de la historia francesa "bajo un enfoque decididamente innovador". Sitúa el viaje de Juana en la larga línea de profetas y profetisas y nos permite comprender mejor esta época en su totalidad.
En 2012, la Academia Francesa le concedió el Gran Premio Gobert por el conjunto de su obra.
En 2015 presidió la Sociedad de Ciencias y Letras de Loir-et-Cher. 

## Contribución a la historia de la Edad Media
Se convirtió en profesora asociada de historia en 1986 y se especializa en la historia de la Baja Edad Media.
- La civilización europea a finales de la Edad Media.
- Historia de las mujeres.
- Las élites en los siglos XIV y XV.
- Historia de las representaciones.

## Publicaciones

### Obras
- Naissance de la nation France. Bibliothèque des histoires (en francés). París: Éditions Gallimard. 1985. ISBN 2-07-070389-4. Consultado el 6 de abril de 2024.
  - Reeditado como : Naissance de la nation France. Folio. Histoire (en francés) (56). París: Éditions Gallimard. 1993. ISBN 2-07-032808-2.

- 1986 Premio Gobert de la Academia de Inscripciones y Bellas Letras
- Le Miroir du Pouvoir, París, Hervas, 1989.
- Le Journal d'un bourgeois de París: de 1405 à 1449, París, Librairie générale française, coll. «Le Livre de poche», 1989.
- Éducation et cultures du début du XIIe siècle au milieu du XVe siècle, 1999.
- Les manuscrits des rois de France au Moyen Âge, 1997.
- Jeanne d'Arc (en francés). París: Éditions Perrin. 2004. p. 475. ISBN 2-262-01705-0. Consultado el 6 de abril de 2024.
- Jeanne d'Arc. Vérités et légendes (en francés). París: Éditions Perrin. 2008. p. 234. ISBN 978-2-262-02951-7. Consultado el 6 de abril de 2024.
- Le Grand Ferré (en francés). París: Éditions Perrin. 2013. p. 386. ISBN 978-2-262-02891-6. Consultado el 6 de abril de 2024.
- Colette Beaune (2021). L'assassinat politique en France (en francés). París: Passés Composés. ISBN 978-2-37933-747-5.

## Premios y distinciones
- Caballero de la Legión de Honor (2010).[6]